# Мирсад Баљић
Мирсад Баљић (Сарајево, 4. март 1962) је бивши југословенски и босанскохерцеговачки фудбалер.
Добио је надимак Жвака, због сталне употребе жвакаћих гума за време утакмице.

## Каријера
Интересантно да је прве фудбалске кораке начинио у ривалском Сарајеву, али је прекинуо са тренинзима због здравствених проблема.
Повратак је уследио, али у ФК Жељезничару, где је дебитовао за сениорски тим у сезони 1979/80. и до 1989. одиграо 189 првенствених утакмица и постигао 20 голова. Био је члан „Жељине“ генерације које је у сезони 1984/85. стигла до полуфинала УЕФА купа, али је тамо испала од мађарског Видеотона.
Каријеру је наставио у Швајцарском клубу Сион (1988-1992), са којим је освојио титулу првака 1992. и Куп Швајцарске 1991. Затим је од 1992. до 1993. играо за Цирих, из кога 1994. прелази у Луцерн, где исте године и завршава каријеру.
Данас живи и ради у Швајцарској. Његов син Омар Баљић је такође фудбалер и игра у млађим репрезентативним селекцијама Швајцарске.

## Репрезентација
За сениорску репрезентацију Југославије је дебитовао 31. марта 1984. у пријатељској утакмици са Мађарском (2:1) у Суботици, тада је ушао као замена у 46. минуту.
Са репрезентацијом је учествовао на Европском првенству 1984., Олимпијским играма 1984. (бронза) и Светском првенству 1990.
Последњи меч у националном дресу је одиграо 10. јуна на Светском првенству 1990. са репрезентацијом Немачке (1:4) у Милану. За репрезентацију Југославије је укупно одиграо 29 утакмица и постигао три гола.